# Guillermo Wagner
Joseph William "Bill" Wagner, conosciuto anche come Guillermo Wagner (Colonia Dublán, 25 ottobre 1934 – 27 ottobre 1993), è stato un cestista messicano.

## Carriera
Con il Messico ha disputato una edizione dei Giochi olimpici (1960).